# Kapalabhati

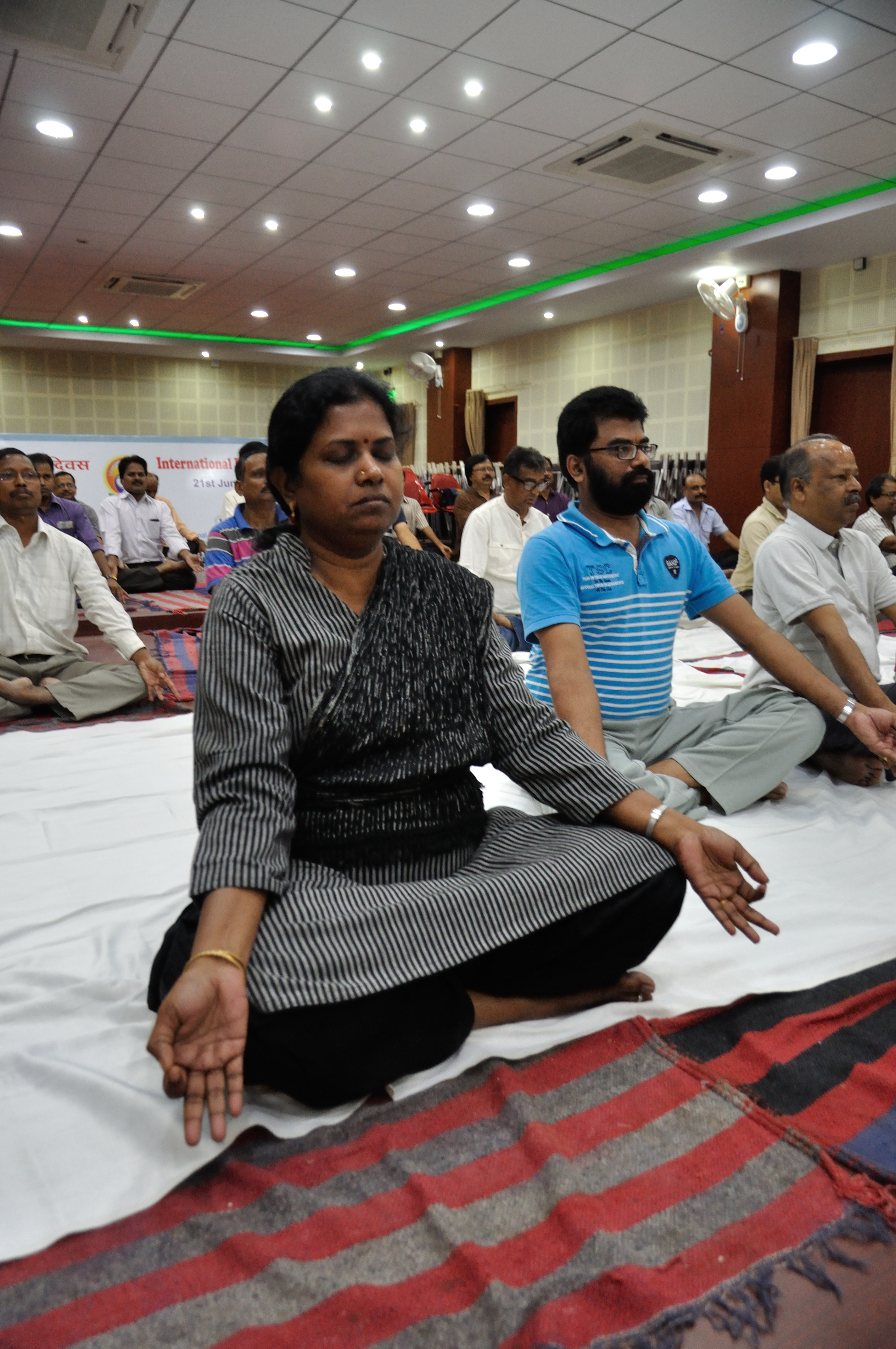
Kapalabhati en la celebración del Día Internacional de Yoga en Calcuta

Kapalabhati (en sánscrito: कपालभाति, AITS: kapālabhāti, que significa "iluminación craneal" o "cráneo iluminado"), conocida en occidente como respiración de fuego, es una técnica de respiración preparatoria utilizada en el yoga para la purificación del cuerpo, perteneciente a las seis u ocho shatkarmas.
Destinada a aclarar los senos paranasales y oxigenar los pulmones antes de la respiración yóguica, la técnica del kapalabhati consta de varias exhalaciones cortas pero poderosas, llevadas a cabo mediante una fuerza muscular controlada después de inhalaciones naturales. Según el Gheranda Samhita tiene también efectos espirituales sobre el cuerpo.

## Variantes
Existen tres formas principales de este arte.
- Vatakrama kapalabhati: la variante básica, consistente en inhalar naturalmente y exhalar con fuerza repetidas veces. Se asemeja a la técnica conocida como bhastrika, sólo que en esta se emplea fuerza tanto en la inspiración como en la espiración.
- Vyutkrama kapalabhati: similar al jala neti, consiste en inhalar agua por las fosas nasales y escupirla por la boca.
- Sheetkrama kapalabhati: inversión del anterior, consistente en beber agua por la boca y expulsarla por la nariz.